# Charlie y la fábrica de chocolate
Charlie y la fábrica de chocolate (título original: Charlie and the Chocolate Factory) es una novela infantil escrita por el autor inglés Roald Dahl y publicada en 1964. Narra la historia de Charlie Bucket, un niño rodeado de pobreza extrema, cuyo destino cambia al conocer al excéntrico Willy Wonka, dueño de la fábrica de chocolate cercana a su casa. 
Este libro ha sido adaptado al cine en tres ocasiones:  Willy Wonka y la Fábrica de Chocolate (1971), escrita por Roald Dahl, dirigida por Mel Stuart y protagonizada por Gene Wilder, Charlie y la fábrica de chocolate (2005), dirigida por Tim Burton y protagonizada por Johnny Depp, y en Wonka (2023) dirigida por Paul King y protagonizada por Timothée Chalamet.

## Historia
Charlie Bucket es un niño que vive con sus padres y sus abuelos maternos y paternos en una casa pequeña. Son pobres y pasan hambre y frío, sobre todo cuando su padre es despedido de su trabajo de dentista. Charlie y su abuelo Joe sueñan con visitar la Fábrica de chocolate de Willy Wonka, que lleva años cerrada al público para evitar que le roben sus recetas, y el sueño se hará realidad. Willy Wonka, el dueño de la fábrica, pone en circulación dentro de sus barras de chocolate, cinco billetes dorados, que pueden estar en cualquier barra de chocolate, en cualquier tienda, y en cualquier país. Estos permitirán, a los cinco niños que los encuentren, visitar esta fábrica, llevarse muchos chocolates y chucherías de por vida y, además, el ganador recibirá un premio muy especial. Veruca Salt, Violet Beauregarde, Charlie Bucket, Mike Teavee y Augustus Gloop son los afortunados ganadores. Todos entran con sus padres, menos Charlie, que va acompañado por su abuelo paterno Joe.
Una vez dentro descubren de la mano del increíble Willy Wonka (que los recibe en la entrada de la fábrica junto con otros cuatro niños rebeldes y malcriados), un maravilloso mundo de chocolate y golosinas. Cada uno de los niños y niñas va saliendo de la fábrica a causa de sus manías, defectos y mala educación. Augustus Gloop no puede con la tentación y cae a un río de chocolate, y es absorbido por un tubo que lo lleva fuera de la fábrica. Violet Beauregarde, la obsesiva mascadora de chicle y competidora incansable, se convierte en un arándano por probar un chicle experimental con gusto a una comida completa de dos platos y postre que aún seguía en prueba. Veruca Salt, niña mimada y consentida que no paraba de pedir y exigir una ardilla, es arrojada al agujero de los desperdicios por unas ardillas al intentar llevarse una y Mike, agresivo y adicto a la televisión, se convierte en un pequeño personaje de televisión al que han de alargar como a un chicle para que vuelva a tener un aspecto diminuto normal. Y por fin solo queda en la fábrica Charlie, el ganador. El premio es la fábrica: el señor Wonka se hace mayor y quiere un heredero. Charlie piensa que no podrá hacerlo, porque su madre extrañaría a los abuelos y no entrarían todos en el ascensor de cristal. Pero Wonka dice que sí es posible, así que recogen a toda la familia, la meten en el ascensor de cristal y se van todos a vivir a la fábrica.

## Personajes
- Charlie Bucket: Es el personaje principal. Es un niño pobre que vive a las afueras de una gran ciudad, Fue el quinto y último niño en recibir el boleto dorado. En la entrevista, fue acompañado por su abuelo paterno Joe. Como fue el único niño que demostró no ser avaricioso,y por esa razón Willy Wonka le cede su fábrica.

- Willy Wonka: Personaje principal. Es el que abrió la fábrica de chocolate más grande del mundo en la ciudad de Charlie. Sufrió copias hechas por dulceros de la competencia, mandando espías a la fábrica para robar sus recetas y obtener más éxito y ventas. Luego de eso, Wonka cerró su fábrica para siempre, hasta un día en que volvió a operar y siguió vendiendo, pero nadie nunca lo vio. Como se dio cuenta de que necesitaba un heredero, mandó 5 boletos dorados al azar por todo el mundo.

- Augustus Gloop: Fue el primer niño que consiguió el boleto dorado. Es un niño que come mucho chocolate y dulces. Al intentar beber chocolate líquido recién hecho que provenía en una especie de río, él perdió el equilibrio y se cayó al río de chocolate para luego ser tragado por un tubo que lo lleva a la sala para batir los sabores Después de eso, la madre de Augustus se ha dado cuenta de que la adicción incontrolable de su hijo por los dulces no es nada normal ni mucho menos saludable.

- Veruca Salt: Fue la segunda en conseguir el boleto. Es una niña exigente que, todo el tiempo pide tener varias cosas. Por pedir una de las ardillas entrenadas de Wonka, ella es atacada por éstas mismas, para que luego una ardilla golpeara su frente. Luego se comprueba que es hueca y las ardillas la lanzan a un conducto que conduce directamente a la basura. El padre de Veruca también corrió la misma suerte, siendo empujado a aquel conducto de basura, y luego de tan horrible experiencia, tomó la firme decisión de dejar de malcriar a su hija.

- Violet Beauregarde: Fue la tercera en conseguir el boleto. Es una niña que come mucho chicle y que de hecho, obtuvo el récord de comer por más tiempo chicle, específicamente por 3 meses. Un chicle que hizo willy Wonka, que tenía un problema en la parte de pastel de arándanos, fue comido por ella. A consecuencia de ello, se convirtió en una bola morada gigante. Su madre siempre le dice que va a ganar y que es la mejor en todo y por eso esta orgullosa de Violet, pero cuando pierde nos damos cuenta que solo la quería por eso, y que como ahora era morada estaba avergonzada de su hija, sin importar que ésta se volviera más flexible que antes.

- Mike Tevé: Fue el cuarto en conseguir el boleto. Es un niño que todo el tiempo ve la televisión, e incluso se entretiene con los videojuegos. Irónicamente, él profesa un repulsivo disgusto y un evidente odio al chocolate. Por arriesgarse a teletransportarse por la televisión, Mike se quedó pequeño. Ni siquiera su padre se convence de lo que pasó. Menos aún cuando, al ser estirado, su hijo quedó tan delgado y dimensionalmente desproporcionado, como una calcomanía.

- Abuelo Joe: Es el abuelo paterno de Charlie y el mayor de los cuatro, con 96 años y medio de edad. y sabe mucho sobre la fábrica de Willy Wonka. Acompañó a Charlie en la visita.

- Oompa Loompas: Son unos pigmeos (cambiados por hippies enanos en una reedición del libro) desde África que sirven como empleados de Willy Wonka luego del cierre de la fábrica. En su tierra, comían gusanos verdes de sabor repugnante, y trataban de combinarlo con escarabajos rojos, la corteza del árbol bong-bong. Lo que querían eran granos de cacao. Willy Wonka ofreció a la tribu a mudarse a su fábrica, ya que a cambio de trabajar para él, recibirían granos de cacao.

## Publicación
Cuando se publicó la novela original, fue acusada de racista por el trato esclavista que Dahl daba a los oompa loompas; en sucesivas ediciones, estos personajes pasaron de ser pigmeos africanos a ser hippies enanos.[cita requerida]
Respondiendo a las críticas por parte de la NAACP, Eleanor Cameron y otros sobre la descripción de los oompa loompas como pigmeos africanos de piel oscura que trabajaban en la fábrica de Wonka por semillas de cacao, el libro fue cambiado y republicado en 1973. En la versión más nueva, los oompa loompas tienen cabello largo de color castaño-rubio y piel blanca-rosada. Sus orígenes fueron cambiados de África a la ficticia Loompaland.[cita requerida]
| Año  | Película                            | Director   |
| ---- | ----------------------------------- | ---------- |
| 1971 | Willy Wonka & the Chocolate Factory | Mel Stuart |
| 2005 | Charlie y la fábrica de chocolate   | Tim Burton |